# Maxi (Sängerin)
Maxi (* 23. Februar 1950 in Dublin als Irene McCoubrey) ist eine irische Sängerin und Moderatorin.

## Leben und Wirken
Aufgewachsen in Dublin, war sie Ende der 1960er Jahre Teil des Mädchentrios Maxi, Dick and Twink. Danach sang sie in Ferienclubs.
Sie vertrat Irland beim Concours Eurovision de la Chanson 1973 in Luxemburg; mit dem Popsong Do I Dream erreichte sie den zehnten Platz. Ab 1977 war sie Mitglied der Girlgroup Sheeba, mit der sie am Eurovision Song Contest 1981 teilnahm. 
Nach dem Zerfall der Band wurde Maxi als Moderatorin bei der Rundfunkanstalt RTÉ aktiv. Sie war hauptsächlich im Radio zu hören, moderierte aber auch im Fernsehprogramm.